# 뮌헨 선언
뮌헨 선언(Munkena Deklaracio)이란 1951년에 발표된, 에스페란토 운동의 목표를 정의하는 선언이다. 뮌헨에서 열린 제 36회 세계 에스페란토 대회에서 승인되었고, 불로뉴 선언을 이어 세계 대회에서 승인된 두 번째의 선언이다.

## 내용
뮌헨 선언은 에스페란토 운동에 대하여 크게 세 가지의 목표를 제시하는데, 이는 (1) 국제 사회에의 참여 (partopreno en la internacia vivo), (2) 과학(scienco)과 지적 교류(intelektaj interŝanĝoj), (3) 범인간적 연대(tuthoma solidareco)와 인류의 화합(unueciĝo de la homaro)을 촉진시키는 것이다. 이러한 내용은 불로뉴 선언 제1조의 다소 문어(文語)적인 표현을 구체적으로 정의한 것이다. 또한, 뮌헨 선언은 에스페란토의 "폭넓은 사용"(vasta uzado)을 가정하고 있다. 이렇게 에스페란토가 폭넓게 전파된 가상의 미래에서 에스페란토의 가치를 찾는 것은 "최종승리주의"(finvenkismo)라고 불리는 사상으로, 대신 오늘날의, 언어적 소수 집단으로서의 에스페란토로부터 그 가치를 찾는 "라우마주의"(Raŭmismo)와 대립된다.

## 원문
| Munkena Deklaracio | 뮌헨 선언 |
| La reprezentantoj de la Esperanto-Movado el 40 landoj, kunvenintaj en la 36-a Universala Kongreso de Esperanto en Munkeno, en aŭgusto 1951, akceptas la jenan Deklaracion:                                             | 에스페란토 운동의 40개국의 대표자들은, 1951년 8월 뮌헨에서 열린 제36회 세계 에스페란토 대회에 모여, 다음 선언을 승인한다.                                        |
| La celo de la Esperanto-Movado estas plena apliko de la Internacia Lingvo Esperanto en ĉiuj sferoj de la internacia vivo kaj por ĉiuj internaciaj rilatoj. En tia vasta uzado de la Internacia Lingvo logike rezultos: | 에스페란토 운동의 목표는 국제어 에스페란토를 국제 생활과 국교를 위하여 완전하게 사용하는 것이다. 이렇게 국제어를 폭넓게 사용하는 것은 다음과 같은 성과를 얻는다. |
| 1. altiro de pli larĝaj popoltavoloj al aktiva partopreno en la internacia vivo; | 1. 더 많은 민중들이 국제 사회에 적극적으로 참여하게 된다. |
| 1. progresigo de la scienco kaj plimultiĝo de la intelektaj interŝanĝoj en internacia kadro; | 1. 과학이 발전하고, 국제 조직의 지적 교류가 활발해진다. |
| 1. plifirmigo de tuthoma solidareco kaj rapidiĝo de la procezo de unueciĝo de la homaro. | 1. 범인간적 연대가 돈독해지고, 인류의 화합이 촉진된다. |

## 참고 문헌
- Lapenna, Ivo; Ulrich Lins, Tazio Carlevaro (1974). 〈§13.2.5.1〉. 《Esperanto en perspektivo》 (에스페란토). Universala Esperanto-Asocio. 845쪽.